# Rumbek
Rumbek est une ville du Soudan du Sud, situé au centre géographique du pays, dans l'État des Lacs.

## Histoire
La ville est fondée en 1858 par le trafiquant d'esclaves Alphonse de Malzac. 
Après l’accord de paix signé par le vice-président soudanais Ali Osmane Taha et John Garang, chef de la rébellion sudiste de l'Armée populaire de libération du Soudan (SPLA) le 9 janvier 2005 mettant un terme à la guerre civile, Rumbek a été pendant quelques mois la capitale administrative du Soudan du Sud (aujourd'hui installée à Djouba). La ville doit beaucoup à l'assistance humanitaire organisée par l'évêque, Cesare Mazzolari (1937-2011), pendant la guerre civile.

## Personnalités liées à la ville
- Ager Gum, a vécu à Rumbek.
- Elizabeth Awut Ngor est consacrée évêque le 31 décembre 2016 par Daniel Deng Bul (en) archevêque de Juba[2],[3],[4]. Ce dernier indique « It was in my dream to ordain a woman as bishop in the Episcopal Church of South Sudan and Sudan before I leave »[2].
- Peter Jok est né à Rumbek[5].